# 霍特達爾灣

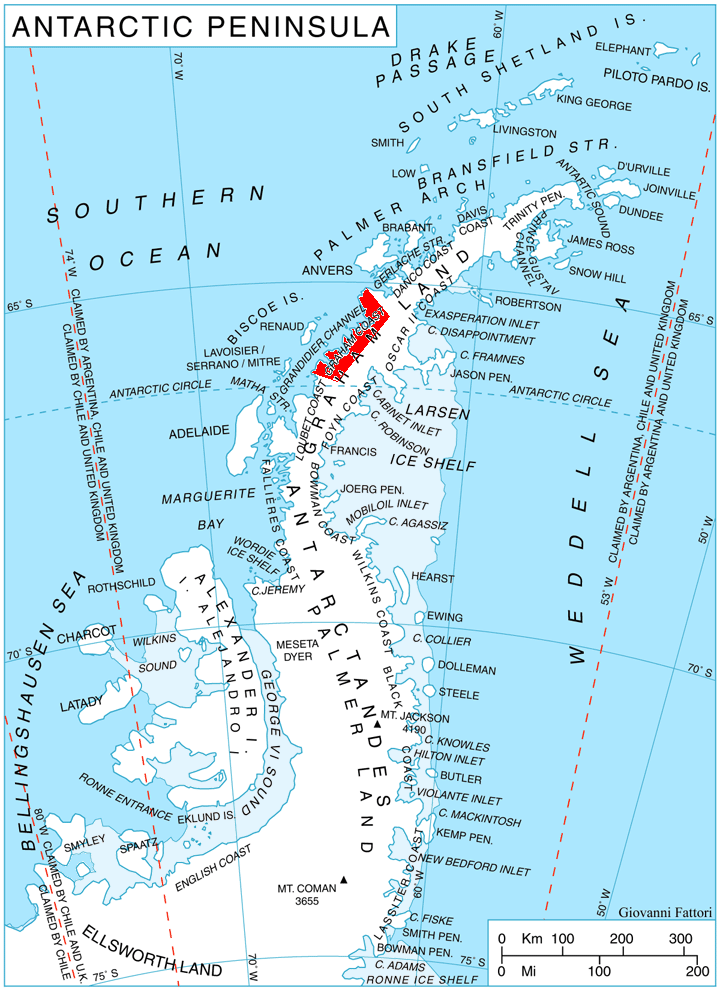

66°7′S 65°20′W / 66.117°S 65.333°W
霍特達爾灣（英語：Holtedahl Bay）是南極洲的海灣，位於葛拉漢地西岸，長19公里、寬11公里，處於韋林格勒半島和斯特雷舍半島之間，由英國的探險隊命名。